# Portia (Arkansas)
Portia ist eine Town im Lawrence County, Arkansas, USA. Im Jahr 2010 hatte sie 437 Einwohner.

## Geographie
Portia liegt bei 36,09° nördlicher Breite und 91,07° westlicher Länge östlich der Portia Bay, einem Altwasser des Black River. Die einzige Straße überregionaler Bedeutung durch den Ort ist der U.S. Highway 63, der von einer Einmündung östlich des Ortes auf gemeinsamer Route mit dem U.S. Highway 412 bis Hardy verläuft. Parallel zur Straße durchquert die Eisenbahnstrecke der ehemaligen St. Louis – San Francisco Railway zwischen Memphis und Springfield die Stadt.

## Geschichte
Eine indianische Besiedlung des Gebietes der heutigen Stadt ist durch archäologische Funde nachgewiesen. Um 1800 ließen sich die ersten europäischen Einwanderer in Folge einer Landzuteilung durch die spanische Kolonialverwaltung, die 1816 durch die Regierung der Vereinigten Staaten bestätigt wurde, nieder und errichteten Homesteads. Mit dem Bau der Eisenbahn zwischen Fort Scott und Kansas City entwickelte sich ab 1882 eine Stadt zu beiden Seiten der Strecke und erhielt am 19. Mai 1886 den Gemeindestatus. Wegen der günstigen Verkehrslage wurde Portia zeitweise als Sitz der Verwaltung des Lawrence County in Betracht gezogen, dieser verblieb jedoch in Powhatan. Die Einwohner betrieben vor allem Landwirtschaft, aber auch Holz- und Baumwollverarbeitung. 1906 richtete ein Großbrand, der in einer Fleischerei durch eine geplatzte Öllampe entstanden war, große Schäden vor allem auf der südlichen Seite der Stadt an.

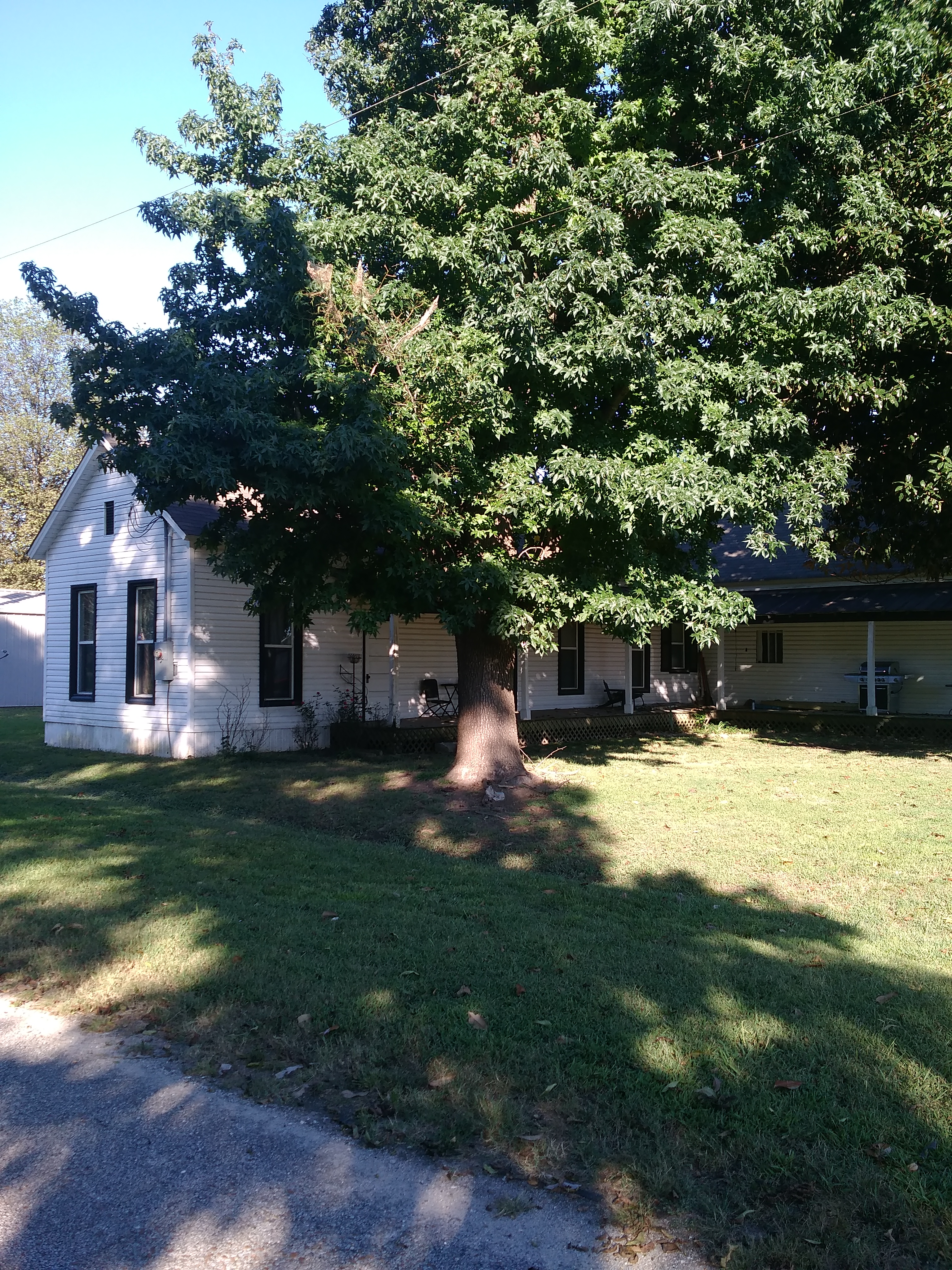
Dr. F. W. Buercklin House, ältestes erhaltenes Haus in Portia

Der Bau einer neuen Brücke über den Black River und der Ausbau des U.S. Highway 63 brachten der Stadt nicht den erwarteten Aufschwung. Auch heute sind noch viele Einwohner der Stadt in der Landwirtschaft tätig, andere sind Berufspendler und arbeiten in Walnut Ridge oder Jonesboro. Neben dem Schulhaus und seinem Hauswirtschaftsbau wurde 1998 auch das Dr. F. W. Buercklin House, ursprünglich ein Dogtrot-Haus und das wahrscheinlich älteste erhaltene Haus der Stadt, als Denkmal unter Nummer 98000882 eingetragen.

### Einwohnerentwicklung
| Jahr          | 1890 | 1900 | 1910 | 1920 | 1930 | 1940 | 1950 | 1960 | 1970 | 1980 | 1990 | 2000 | 2010 | 2015 |
| Einwohnerzahl | 571  | 400  | 367  | 519  | 416  | 393  | 349  | 333  | 381  | 480  | 521  | 483  | 437  | 420  |

## Bildung
Das erste Schulhaus, ein hölzernes Gebäude von vor 1903 am Südrand der Stadt, wurde 1914 durch das aus roten Ziegeln gebaute Schulhaus im City Park ersetzt. Dieses blieb bis 1948 die einzige Schule in der kleinen Stadt und ist seit 1978 unter Nummer 78000604 als Denkmal im National Register of Historic Places eingetragen. 1936 wurde eine Turnhalle gebaut, die 1972 abbrannte, und 1938 ein Gebäude für den Hauswirtschaftsunterricht. Letzteres wurde 1990 mit der Nummer 90000901 in die Denkmalliste aufgenommen.

## Religion
Um 1890 hatten sich methodistische und baptistische Gemeinden in Portia etabliert. Heute bestehen in der Stadt die Portia Missionary Baptist Church, die Meyers Street Church of Christ und die Portia Church of Christ.

## Veranstaltungen
Seit 1905 wird alljährlich in der ersten Woche im Juli das Portia Picnic abgehalten, das zeitweise Tausende von Besuchern anzog.

## Nachweise
1. 1 2  Census of Population and Housing. Census.gov, archiviert vom Original am 28. Februar 2022; abgerufen am 4. Juni 2015.
2. ↑  US Gazetteer files: 2010, 2000, and 1990. United States Census Bureau, 12. Februar 2011, abgerufen am 23. April 2011.
3. 1 2 3 4 5  Portia (Lawrence County). The Encyclopedia of Arkansas History and Culture, 2. November 2016.
4. ↑  Buercklin, Dr. F. W., House. National Park Service - Abbildung und gezeigtes Schriftstück beziehen sich auf das falsche Gebäude (Stand 12. Dezember 2016)
5. ↑  Portia School. National Park Service
6. ↑  Home Economics--F. F. A. Building. National Park Service